# آگوستین پدرو جستو
آگوستین پدرو جستو (انگلیسی: Agustín Pedro Justo; زاده ۲۶ فوریهٔ ۱۸۷۶ – درگذشته ۱۱ ژانویهٔ ۱۹۴۳) یک افسر نظامی، دیپلمات و سیاستمدار اهل آرژانتین بود. وی از ۲۰ فوریه ۱۹۳۲ تا ۲۰ فوریه ۱۹۳۸ رئیس‌جمهور آرژانتین بود.